# Que (Kleinasien)
Que (auch Qu'e, nach der Bilingue von Çineköy luwisch Hiyawa, phönizisch Adanawa (=Land der Danunäer?)) war ein kleinasiatisches Königreich, das unter Salmanassar V. 725 v. Chr. zur assyrischen Provinz erklärt wurde.

## Lage
Das Gebiet von Que entsprach ungefähr dem klassischen Kilikien (das „ebene Kilikien“, Kilikia Pedias) und in groben Zügen dem hethitischen Kizzuwatna. Es lag südlich von Tabal und Tuwana und nördlich von Tarsus.

## Geschichte
Salmanassar III. machte Que in mehreren Feldzügen tributpflichtig. Tiglat-Pileser III. führte ebenfalls Feldzüge in die Gebiete um Qu'e, da immer wieder Aufstände gegen die assyrische Herrschaft ausbrachen. Unter dem König Awariku (assyrisch Urikki) regierte zwischenzeitlich Azatiwada als Statthalter in Azatiwataya (Karatepe-Arslantaş). Von Awariku stammt die Statue von Çineköy. Diese enthält eine zweisprachige phönizisch-hieroglyphenluwische Inschrift, in der er von seinen Taten berichtet und seine Abstammung auf Mukasa (phönizisch mpš) zurückführt. Dieser wird in der Forschung wegen der phönizischen Schreibung häufig mit dem Mopsos der griechischen Sage verbunden.
In römischer Zeit bezeichnete Kietis Anemurion und Städte an der Küste Kilikiens als zu Qu'e gehörig. Tacitus berichtet über den Stamm der Kietai, die unter ihrem König Troxobor Anemurion überfielen, aber von Antiochos IV. von Kommagene zurückgeschlagen wurden. Jones et al. halten es für möglich, dass sich vielleicht auch eine ptolemäische Inschrift aus Arsinoe auf die Kitae bezieht.

## Herrscher
- Kate 858 bis 831[1]
- Kirri 831[1]
- Awariku (assyrisch Urikki) ca. 738-709[1] zur Zeit von Tiglat-Pileser III.
- Azatiwada ca. 705[1]
- Sohn von Awariku? spätes 8. bis frühes 7. Jahrhundert[1]